# Таттр
Таттр — коротка новела у давніх скандинавів. Таттри були також матеріалом для створення саґ. Авторами, зокрема, були скальди.
Деякі таттри:
- Таттр про Гаука Довгі Панчохи
- Таттр про Ґудлейка Ґардарицького
- Таттр про Еймунда Ґрінсона, автор — Бйорн Ґітделакампі